# SN-38
SN-38 (o 7-etil-10-idrossi-camptotecina) è il metabolita attivo dell'irinotecano (un farmaco antineoplastico facente parte della classe della camptotecine, inibitori della topoisomerasi I). È circa 200 volte più attivo rispetto all'irinotecano stesso.

## Farmacocinetica
SN-38 è metabolizzato attraverso glucuronazione catalizzata dall'enzima epatico UGT1A1.
L'escrezione di SN-38 avviene principalmente attraverso la bile. Una variante di UGT1A1 presente in circa il 10% dei soggetti caucasici può condurre ad una ridotta metabolizzazione di SN-38 che non può essere eliminato dall'organismo in forma glucuronata.

## Effetti avversi
Gli effetti avversi più gravi sono:
- mielodepressione
- diarrea, talvolta molto grave e spesso necessita del monitoraggio plasmatico idrosalino al fine di evitare l'ipokaliemia e l'acidosi metabolica.